# Jiang Chengji
Jiang Chengji (蔣丞稷T, 蒋丞稷S, Jiǎng ChéngjìP; Shanghai, 25 novembre 1975) è un ex nuotatore cinese, specializzato negli stile libero e farfalla.

## Biografia
Ai Giochi asiatici di Hiroshima 1994 si laureò campione continentale nei 100 m farfalla e vicecampione nei 50 m stile libero.
Ai mondiali in vasca corta di Rio de Janeiro 1995 si aggiudicò la medaglia di bronzo nei 50 m sl, terminando alle spalle del venezuelano Francisco Sánchez e del brasiliano Fernando Scherer.
Rappresentò la Cina ai Giochi olimpici estivi di Atlanta 1996, arrivando quarto nei 50 m stile libero e nei 100 m farfalla. Nella staffetta 4x100 m misti ottenne il 13º posto.
Ai Giochi asiatici di Bangkok 1998 salì sul gradino più alto del podio nei 50 m stile libero.
Tornò per la seconda volta alle Olimpiadi a Sydney 2000, dove si classificò 17º nei 50 m stile libero.

## Palmarès
- Mondiali in vasca corta

Rio de Janeiro 1995: bronzo nei 50 m sl;
- Giochi asiatici

Hiroshima 1994: oro nei 100 m farfalla; argento nei 50 m sl;
Bangkok 1998: oro nei 50 m sl;